# César Espino
César Augusto Espino Morán (Callao, 27 de agosto de 1958 - 8 de agosto de 2023) fue un futbolista peruano que se desempeñaba de defensa.

## Trayectoria
Nació en Callao en 1958, su trayectoria inicia en el Sport Boys llega al primer equipo del puerto en 1977 pero en 1979 debuta ante Atlético Chalaco que término en empate.  Espino tuvo un rendimiento excelente en los siguientes años , en 1984 sale campeón nacional con el Sport boys de mano de director técnico Marcos Calderón y las figuras de dicho plantel fueron Juan Carlos Cabanillas, Johnny Watson entre otros.En el año 1986 es fichado por Alianza Lima conformado por los potrillos ese año sale subcampeón frente al San Agustín teniendo un buen rendimiento. Ya para el año 1987 se salvó de morir en la Tragedia del Fókker por una expulsión en el partido contra San Agustín el árbitro Carlos Montalván expulsó a César y Carlos castro por mutua agresión, ya post tragedia de Alianza Lima ya con el otro equipo salen subcampeones siendo César unos de los mejores en la defensa. En 1989 se va para Deportivo Municipal siendo uno de los mejores del plantel, ya para el año 1994 ficha por Unión Minas terminando así su carrera deportiva.
El exjugador César Augusto Espino Morán falleció este martes 8 de agosto a los 64 años de edad, a menos de un mes de celebrar un nuevo cumpleaños (27 de agosto). ‘Gato’, como era conocido en el ámbito deportivo, dejó el plano terrenal después de diez días de luchar por su vida a causa de un accidente vehicular.
El último sábado 29 de julio, la delegación del equipo de Copa Perú, Player Villafuerte de Huanta, club donde venía entrenando Espino Morán, sufrió un accidente de tránsito en la localidad de Tambo, en Ayacucho, cuando se dirigía al centro poblado de Lechemayo donde se mediría a Sport Cuculí en el estadio Villa Virgen por la etapa departamental de este certamen.
Numerosos integrantes del plantel resultaron heridos y entre los cuatro de gravedad se encontraba el ‘Gato’, que tuvo que ser conducido al Hospital de Ayacucho. Debido a su delicado estado de salud tuvo que ser internado en la Unidad de Cuidados Intensivos (UCI) de dicho nosocomio. El exdeportista quedó en estado de coma producto de un daño cerebral, por una lesión en la médula espinal, esto de acuerdo a la información brindada por su hermano Luis Espino Morán.
Lamentablemente, el exfutbolista de Alianza Lima y Sport Boys no resistió los daños y murió el 8 de agosto del 2023 en la mañana. La noticia fue dada a conocer por la institución en la que venía laborando. Mediante un sentido mensaje en redes sociales despidieron a su director técnico. 

## Selección Peruana
Ha sido internacional con la Selección de fútbol de Perú en la juvenil.

## Clubes
| Club                | País | Año         |
| ------------------- | ---- | ----------- |
| Sport Boys          | Perú | 1977 - 1985 |
| Alianza Lima        | Perú | 1986 - 1988 |
| Deportivo Municipal | Perú | 1989 - 1991 |
| Unión Minas         | Perú | 1994        |

## Palmarés
| Título                    | Club       | País | Año  |
| ------------------------- | ---------- | ---- | ---- |
| Primera División del Perú | Sport Boys | Perú | 1984 |